# Vidas (álbum)
Vidas es el octavo álbum del cantautor canario Pedro Guerra.
Es un disco de marcado estilo poético, intimista, y fresco en cuanto a optimismo. Está compuesto por catorce canciones, en las que cabe destacar las dedicadas a su hija, que lleva por título Lara, y a su hijo Cuando Pedro llegó. Este disco está dedicado a su familia, a la que define como "Vidas en mi vida".

## Lista de canciones
1. Huellas - 2:46
2. Quisiera saber - 3:20
3. 5000 años - 2:54
4. Se enamoró de un río - 3:20
5. El pescador - 3:20
6. Casas antiguas - 3:07
7. Humo - 3:10
8. Madurar el amor - 3:05
9. Corazón enfadado - 3:22
10. Jamás - 3:41
11. Íntimo - 2:20
12. Lara - 3:20
13. Caravaggio - 3:43
14. Cuando Pedro llegó - 3:11

## Músicos
- Pedro Guerra - Voz, guitarra, arreglos y programaciones.
- Vicente Climent - Batería, cajón y shakers
- Marcelo Fuentes - Bajo
- Luis Fernández - Piano acústico, Rhodes, Wurlitzer y hammond
- Osvi Grecco - charango, ukelele y guitarra española
- Ángel Martos - triángulo, pandereta y shakers.